# Campeonato Africano de Atletismo de 2016 - 400 m feminino
A prova dos 400 metros feminino do Campeonato Africano de Atletismo de 2016 foi disputada entre os dias 22 e 24 de junho no Kings Park Stadium  em Durban,  na África do Sul. Participaram da prova 29 atletas sendo que 22 concluíram a prova na fase inicial. 

## Recordes
Antes desta competição, os recordes mundiais e do campeonato nesta prova eram os seguintes:
|                       | Nome             | Nacionalidade | Tempo  | Local      | Data                 |
| --------------------- | ---------------- | ------------- | ------ | ---------- | -------------------- |
| Recorde mundial       | Marita Koch      | Alemanha      | 47s 60 | Camberra   | 6 de outubro de 1985 |
| Recorde do campeonato | Amantle Montsho  | Botswana      | 49s 54 | Porto Novo | 29 de julho de 2012  |
| Recorde africano      | Falilat Ogunkoya | Nigéria       | 49s 10 | Atlanta    | 29 de julho de 1996  |

## Medalhistas
| Ouro                 | Prata                 | Bronze                     |
| Kabange Mupopo (ZAM) | Margaret Wambui (KEN) | Patience Okon George (NGR) |

## Cronograma
Todos os horários são locais (UTC+2). 
| Data        | Hora  | Evento    |
| ----------- | ----- | --------- |
| 22 de junho | 16:25 | Bateria   |
| 23 de junho | 17:30 | Semifinal |
| 24 de junho | 17:00 | Final     |

## Resultados

### Bateria
Qualificação: 3 atletas de cada bateria (Q) mais os 4 melhores qualificados (q).
| Posição | Bateria | Atleta                | Nacionalidade                  | Tempo   | Notas |
| ------- | ------- | --------------------- | ------------------------------ | ------- | ----- |
| 1       | 2       | Patience Okon George  | Nigéria                        | 51.84   | Q     |
| 2       | 1       | Kabange Mupopo        | Zâmbia                         | 52.11   | Q     |
| 3       | 3       | Margaret Wambui       | Quênia                         | 52.27   | Q     |
| 4       | 2       | Regina George         | Nigéria                        | 52.67   | Q     |
| 5       | 1       | Maureen Thomas        | Quênia                         | 53.12   | Q     |
| 5       | 4       | Lydia Jele            | Botswana                       | 53.12   | Q     |
| 7       | 3       | Christine Botlogetswe | Botswana                       | 53.16   | Q     |
| 8       | 1       | Tegest Tamagnu        | Etiópia                        | 53.18   | Q     |
| 9       | 3       | Yinka Ajayi           | Nigéria                        | 53.32   | Q     |
| 10      | 1       | Leni Shida            | Uganda                         | 53.49   | q     |
| 11      | 4       | Djénébou Danté        | Mali                           | 53.70   | Q     |
| 12      | 2       | Goitseone Seleka      | Botswana                       | 53.84   | Q     |
| 13      | 4       | Fatoumata Diop        | Senegal                        | 53.93   | Q     |
| 14      | 1       | Akua Obeng-Akrofi     | Gana                           | 53.95   | q     |
| 15      | 2       | Jeanelle Griesel      | África do Sul                  | 54.20   | q     |
| 16      | 4       | Vivian Mills          | Gana                           | 54.79   | q     |
| 17      | 2       | Aurélie Alcindor      | Ilhas Maurícias                | 54.93   |       |
| 18      | 3       | Zoe Engler            | África do Sul                  | 55.93   |       |
| 19      | 1       | Tsitsi Mahachi        | Zimbabwe                       | 56.03   |       |
| 20      | 3       | Mariama Mamoudou      | Níger                          | 57.36   |       |
| 21      | 4       | Hellen Syombua        | Quênia                         | 58.29   |       |
| 22      | 3       | Suzan Bumanga         | Sudão do Sul                   | 1:03.93 |       |
| 23      | 2       | Agnes Abrocquah       | Gana                           | DSQ     |       |
| 23      | 4       | Zinash Tesfaye        | Etiópia                        | DNF     |       |
| 24      | 1       | Viola Lado            | Sudão do Sul                   | DNS     |       |
| 24      | 1       | Mireille Tshakwiza    | República Democrática do Congo | DNS     |       |
| 24      | 2       | Margret Hassan        | Sudão do Sul                   | DNS     |       |
| 24      | 3       | Natacha Ngoye Akamabi | República do Congo             | DNS     |       |
| 24      | 4       | Amal Mohamed Bashir   | Somália                        | DNS     |       |

### Semifinal
Qualificação: 3 atletas de cada bateria  (Q) mais os  2 melhores qualificados (q). 
| Posição | Bateria | Atleta                | Nacionalidade | Tempo | Notas |
| ------- | ------- | --------------------- | ------------- | ----- | ----- |
| 1       | 2       | Margaret Wambui       | Quênia        | 51.97 | Q     |
| 2       | 2       | Kabange Mupopo        | Zâmbia        | 52.05 | Q     |
| 3       | 1       | Patience Okon George  | Nigéria       | 52.42 | Q     |
| 4       | 2       | Lydia Jele            | Botswana      | 52.51 | Q     |
| 5       | 2       | Djénébou Danté        | Mali          | 52.72 | q     |
| 6       | 1       | Regina George         | Nigéria       | 52.89 | Q     |
| 7       | 1       | Christine Botlogetswe | Botswana      | 52.89 | Q     |
| 8       | 2       | Leni Shida            | Uganda        | 52.96 | q     |
| 9       | 1       | Maureen Thomas        | Quênia        | 53.17 |       |
| 10      | 1       | Fatoumata Diop        | Senegal       | 53.31 |       |
| 11      | 2       | Yinka Ajayi           | Nigéria       | 53.54 |       |
| 12      | 2       | Vivian Mills          | Gana          | 53.87 |       |
| 13      | 1       | Tegest Tamagnu        | Etiópia       | 53.97 |       |
| 14      | 2       | Jeanelle Griesel      | África do Sul | 54.37 |       |
| 15      | 1       | Goitseone Seleka      | Botswana      | 54.41 |       |
| 16      | 1       | Akua Obeng-Akrofi     | Gana          | 54.49 |       |

### Final
| Posição           | Raia | Atleta                | Nacionalidade | Tempo | Notas |
| ----------------- | ---- | --------------------- | ------------- | ----- | ----- |
| Medalha de ouro   | 4    | Kabange Mupopo        | Zâmbia        | 51.56 |       |
| Medalha de prata  | 3    | Margaret Wambui       | Quênia        | 52.24 |       |
| Medalha de bronze | 5    | Patience Okon George  | Nigéria       | 52.33 |       |
| 4                 | 6    | Lydia Jele            | Botswana      | 52.41 |       |
| 5                 | 8    | Djénébou Danté        | Mali          | 52.65 |       |
| 6                 | 2    | Christine Botlogetswe | Botswana      | 53.31 |       |
| 7                 | 7    | Regina George         | Nigéria       | 53.45 |       |
| 8                 | 1    | Leni Shida            | Uganda        | 53.91 |       |

Legenda
| Recorde mundial       | Recorde mundial (World record)               |                       | Recorde africano                      | Recorde africano (African) |                                           | Q | Classificado por posição (Qualified) |
| Recorde do campeonato | Recorde do campeonato (Championship record)  | Recorde da América    | Recorde da América (Americas)         | q                          | Classificado por melhor tempo (Qualified) |   |                                      |
| Melhor marca do ano   | Melhor marca do ano (World leading)          | Recorde asiático      | Recorde asiático (Asian)              | DNS                        | Não largou (Did not start)                |   |                                      |
| Recorde nacional      | Recorde nacional (National record)           | Recorde europeu       | Recorde europeu (European)            | DNF                        | Não terminou (Did not finish)             |   |                                      |
| Recorde pessoal       | Recorde pessoal do atleta (Personal best)    | Recorde da Oceania    | Recorde da Oceania (Oceania)          | DSQ / DQ                   | Desclassificado (Disqualified)            |   |                                      |
| Recorde da temporada  | Recorde da temporada do atleta (Season best) | Recorde sul-americano | Recorde sul-americano (South America) | NM                         | Sem marca (No mark)                       |   |                                      |